# Yacimientos arqueológicos del valle de Upano
Los yacimientos arqueológicos del valle de Upano son un conjunto de yacimientos arqueológicos de la selva amazónica. Se encuentran en el valle del río Upano, al este de Ecuador. Los yacimientos comprenden varias ciudades; se cree que fueron habitados ya en el año 500 a. C., lo que precede en más de un milenio a cualquier otra sociedad amazónica compleja conocida.

## Historia de las excavaciones
Los primeros indicios de asentamientos premodernos en la región del valle del Upano se encontraron en la década de 1970. Stéphen Rostain, arqueólogo del Centro Nacional para la Investigación Científica de Francia, comenzó las excavaciones en la región en la década de 1990. La exploración de los yacimientos se aceleró después de que el gobierno de Ecuador financiara un estudio LiDAR del valle de Upano en 2015, lo que facilitó el descubrimiento de muchos más asentamientos de los que se habían descubierto anteriormente. El equipo de Rostain publicó los resultados del estudio con LiDAR en Science en enero de 2024.

## Descripción
Los yacimientos conocidos se extienden a lo largo de 300 kilómetros cuadrados en el valle del río Upano. El equipo de Rostain informó del descubrimiento de quince asentamientos, cinco de los cuales fueron descritos como «grandes asentamientos»; priorizaron especialmente la excavación de dos asentamientos conocidos como Kilamope y Sangay. El núcleo de Kilamope abarca una superficie comparable en tamaño a la meseta de Giza o a la avenida principal de Teotihuacán. El patrón de construcción típico de los yacimientos se centraba en plataformas rectangulares que se habían construido excavando y aplanando las cimas de las colinas. Se descubrieron unas 6000 de estas plataformas, sobre las que se construyeron estructuras en grupos de tres a seis.
Los yacimientos del valle del Upano fueron habitados por primera vez alrededor del año 500 a. C., y se cree que fueron abandonados entre el 300 y el 600 d. C. Rostain sostiene que el declive de los yacimientos puede estar relacionado con las erupciones del volcán Sangay. La población de la región es objeto de debate; Antoine Dorison, coautor del artículo de Science, estima que la población máxima de la agrupación se situaba entre 15 000 y 30 000 personas, mientras que se ha informado de que otros plantean la hipótesis de que la región pudo haber albergado a más de 100 000 habitantes.